# Бушери, Паскаль
Паска́ль Бушери́ (фр. Pascal Boucherit; 7 августа 1959, Анже) — французский гребец-байдарочник, выступал за сборную Франции в середине 1980-х — начале 1990-х годов. Участник трёх летних Олимпийских игр, бронзовый призёр Олимпийских игр в Лос-Анджелесе, трёхкратный чемпион мира, победитель многих регат национального и международного значения.

## Биография
Паскаль Бушери родился 7 августа 1959 года в городе Анже, департамент Мен и Луара. Активно заниматься греблей начал с раннего детства, проходил подготовку в одном из спортивных клубов коммуны Бушемен.
Первого серьёзного успеха на взрослом международном уровне добился в 1984 году, когда попал в основной состав французской национальной сборной и благодаря череде удачных выступлений он удостоился права защищать честь страны на летних Олимпийских играх в Лос-Анджелесе. С четырёхместным экипажем, куда также вошли гребцы Франсуа Бару, Филипп Боккара и Дидье Вавассёр, завоевал в четвёрках на дистанции 1000 метров бронзовую медаль — пропустил вперёд лишь экипажи из Новой Зеландии и Швеции.
В 1985 году Бушери побывал на чемпионате мира в бельгийском городе Мехелене, откуда привёз награду золотого достоинства, выигранную в километровой гонке двоек. Два года спустя на мировом первенстве в немецком Дуйсбурге в двойках стал чемпионом на десяти тысячах метров и серебряным призёром на одной тысяче метров. Будучи одним из лидеров французской гребной сборной, благополучно прошёл квалификацию на Олимпийские игры 1988 года в Сеуле, где, тем не менее, попасть в число призёров не смог, в двойках на километре добрался только до полуфинальной стадии.
На чемпионате мира 1991 года в Париже был лучшим в двойках на десятикилометровой дистанции, став таким образом трёхкратным чемпионом мира. Представлял страну на Олимпиаде 1992 года в Барселоне, участвовал в программе двоек на тысяче метрах, но вновь остался без медалей, со своим бессменным партнёром Филиппом Боккара дошёл только до полуфинала. Вскоре после этих соревнований принял решение завершить карьеру профессионального спортсмена, уступив место в сборной молодым французским спортсменам.